# Evgeni Ivanov
Evgeni Ivanov (in bulgaro Евгени Иванов?; Sofia, 3 giugno 1974) è un pallavolista bulgaro.